# Analiza dokumentacyjna
Analiza dokumentacyjna (abstrakt) – adnotacja treściowa towarzysząca opisowi bibliograficznemu lub bezpośrednio tekstowi dokumentu. Stanowi streszczenie dokumentu dokonane zgodnie z kryteriami przyjętymi w danym systemie informacyjno-wyszukiwawczym. Obiektywnie odwzorowuje informacje zawarte w dokumencie bez ich oceny lub interpretowania. Wyróżnia się: analizę deskryptorową, analizę omawiającą, analizę wskazującą, streszczenie dokumentacyjne i streszczenie autorskie.